# Saison 2016 de l'équipe cycliste Rabobank Development
La saison 2016 de l'équipe cycliste Rabobank Development est la vingtième de cette équipe.

## Préparation de la saison 2016

### Arrivées et départs
| Arrivées             | Équipe 2015            |
| -------------------- | ---------------------- |
| Dylan Bouwmans       | Willebrord Wil Vooruit |
| Davy Gunst           | SEG Racing             |
| Jelle Nieuwpoort     | Monkey Town            |
| Bob Olieslagers      | TWC Pijnenburg         |
| Maik van der Heijden | WV Uden                |

| Départs           | Équipe 2016            |
| ----------------- | ---------------------- |
| Piotr Havik       | 3M                     |
| Sam Oomen         | Giant-Alpecin          |
| Antwan Tolhoek    | Roompot-Oranje Peloton |
| Maarten van Trijp | Metec-TKH-Mantel       |

## Coureurs et encadrement technique

### Effectif
| Cycliste             | Date de naissance | Nationalité | Équipe 2015            |  |
| -------------------- | ----------------- | ----------- | ---------------------- |  |
| Sjoerd Bax           | 6 janvier 1996    | Pays-Bas    | Rabobank Development   |  |
| Cees Bol             | 27 juillet 1995   | Pays-Bas    | Rabobank Development   |  |
| Dylan Bouwmans       | 16 janvier 1997   | Pays-Bas    | Willebrord Wil Vooruit |  |
| Martijn Budding      | 31 août 1995      | Pays-Bas    | Rabobank Development   |  |
| Mitchell Cornelisse  | 24 janvier 1996   | Pays-Bas    | Rabobank Development   |  |
| Hartthijs de Vries   | 11 juillet 1996   | Pays-Bas    | Rabobank Development   |  |
| Stan Godrie          | 9 janvier 1993    | Pays-Bas    | Rabobank Development   |  |
| Davy Gunst           | 30 janvier 1995   | Pays-Bas    | SEG Racing             |  |
| Lennard Hofstede     | 29 décembre 1994  | Pays-Bas    | Rabobank Development   |  |
| Nino Honigh          | 7 janvier 1995    | Pays-Bas    | Rabobank Development   |  |
| Merijn Korevaar      | 7 mai 1994        | Pays-Bas    | Rabobank Development   |  |
| Peter Lenderink      | 11 février 1996   | Pays-Bas    | Rabobank Development   |  |
| Jan Maas             | 19 février 1996   | Pays-Bas    | Rabobank Development   |  |
| Jeroen Meijers       | 12 janvier 1993   | Pays-Bas    | Rabobank Development   |  |
| Joris Nieuwenhuis    | 11 février 1996   | Pays-Bas    | Rabobank Development   |  |
| Jelle Nieuwpoort     | 28 juin 1997      | Pays-Bas    | Monkey Town            |  |
| Bob Olieslagers      | 17 mars 1997      | Pays-Bas    | TWC Pijnenburg         |  |
| Martijn Tusveld      | 9 septembre 1993  | Pays-Bas    | Rabobank Development   |  |
| Maik van der Heijden | 3 avril 1997      | Pays-Bas    | WV Uden                |  |
| Sieben Wouters       | 23 juin 1996      | Pays-Bas    | Rabobank Development   |  |

## Bilan de la saison

### Victoires
| Date       | Course                                       | Pays     | Classe | Vainqueur        |
| ---------- | -------------------------------------------- | -------- | ------ | ---------------- |
| 12/03/2016 | 2e étape de l'Istrian Spring Trophy          | Croatie  | 2.2    | Martijn Tusveld  |
| 09/06/2016 | 1re étape de la Ronde de l'Oise              | France   | 2.2    | Martijn Budding  |
| 08/05/2016 | Flèche ardennaise                            | Belgique | 1.2    | Jeroen Meijers   |
| 13/05/2016 | 2e étape du Rhône-Alpes Isère Tour           | France   | 2.2    | Lennard Hofstede |
| 15/05/2016 | Classement général du Rhône-Alpes Isère Tour | France   | 2.2    | Lennard Hofstede |
| 01/08/2016 | Classement général du Kreiz Breizh Elites    | France   | 2.2    | Jeroen Meijers   |
| 02/10/2016 | 6e étape de l'Olympia's Tour                 | Pays-Bas | 2.2U   | Martijn Budding  |
| 02/10/2016 | Classement général de l'Olympia's Tour       | Pays-Bas | 2.2U   | Cees Bol         |